# Sân bay quốc tế Ma Cao
Sân bay quốc tế Ma Cao (tiếng Hoa: 澳門國際機場; bính âm: Àomén Guójì Jīchǎng; tiếng Bồ Đào Nha: Aeroporto Internacional de Macau) (IATA: MFM, ICAO: VMMC) là sân bay ở Đặc khu hành chính Ma Cao của Trung Quốc. Sân bay này có công suất thiết kế 6 triệu khách/năm, 2000 khách/giờ. Tuy là san bay nhỏ nhưng có thể phục vụ máy bay lớn như Boeing 747. Sân bay được xây trên một hòn đảo nhân tạo lấn biển, nhà ga và sân đỗ nằm trong đất liền và được nối ra đường băng bằng 2 đường lăn.

## Các hãng hàng không và các điểm đến
| Hãng hàng không           | Các điểm đến |
| ------------------------- | --- |
| AirAsia                   | Kuala Lumpur, Kota Kinabalu, Kuching, Penang |
| Air China                 | Vũ Hán |
| Air Macau                 | Bangkok-Suvarnabhumi, Đà Nẵng, Bắc Kinh - Thủ đô, Thành Đô, Quế Lâm, Hàng Châu, Cao Hùng, Nam Kinh, Nam Ninh, Osaka-Kansai, Seoul-Incheon, Thượng Hải - Phố Đông, Đài Bắc - Đào Viên, Hạ Môn. |
| Cebu Pacific              | Clark, Manila |
| EVA Air                   | Cao Hùng, Đài Bắc - Đào Viên |
| Jetstar Pacific Airlines  | Hải Phòng-Cát Bi |
| Mandala Airlines          | Jakarta-Soekarno Hatta |
| Jin Air                   | Seoul-Incheon |
| Philippine Airlines       | Manila |
| Shanghai Airlines         | Thượng Hải - Phố Đông |
| Spirit of Manila Airlines | Clark |
| Thai AirAsia              | Bangkok-Suvarnabhumi |
| Tiger Airways             | Singapore |
| TransAsia Airways         | Cao Hùng, Đài Bắc - Đào Viên |
| Xiamen Airlines           | Hàng Châu, Thiên Tân, Hạ Môn |

### Hàng hóa
Tính đến tháng 11.2007
- Air Ma Cao
- EVA Air Cargo
- Shanghai Airlines Cargo
- Singapore Airlines Cargo
- MK Airlines